# Dichloralphenazone
Dichloralphenazone là hỗn hợp antipyrine 1: 2 với chloral hydrate. Kết hợp với paracetamol và isometheptene, nó là thành phần hoạt chất của thuốc điều trị chứng đau nửa đầu và đau đầu do căng thẳng, bao gồm Epidrin và Midrin. Suy giảm hiệu suất là phổ biến với thuốc này và nên thận trọng, ví dụ như khi lái xe cơ giới. Sử dụng thêm dichloralphenazone bao gồm thuốc an thần để điều trị chứng mất ngủ ngắn hạn, mặc dù có lẽ có nhiều lựa chọn thuốc tốt hơn để điều trị chứng mất ngủ.